# ناکجا آباد
هیچ‌کجا، هیچ‌جا یا ناکجا آباد (به انگلیسی: Neverland)، سرزمین دست‌نیافتنی و جزیره‌ای خیالی است که در آثار جی. ام. بری و آثاری که بر اساس آن‌ها ساخته شده‌اند، نمایش داده می‌شود. که یک مکان دوردست خیالی است که پیتر پن، تینکربل، کاپیتان هوک، پسران گمشده و برخی موجودات خیالی دیگر در آن زندگی می‌کنند.
همه افرادی که به ناکجا آباد می‌آیند دیگر پیر نمی‌شوند و ساکنان انجا از بزرگ شدن دوری می‌کنند. بنابراین، این اصطلاح اغلب به‌عنوان استعاره‌ای برای کودکی ابدی و همچنین جاودانگی به‌کار می‌رود.
این مفهوم برای نخستین‌بار در نمایشنامه تئاتر بری به‌نام پیتر پن، یا پسری که بزرگ نمی‌شود، در سال ۱۹۰۴ به روی صحنه رفت. در نخستین نسخه‌های نمایشنامه، این جزیره «سرزمین هرگز هرگز هرگزِ پیتر» نام داشت؛ نامی که احتمالاً از واژهٔ «هرگز هرگز» الهام گرفته شده بود، اصطلاحی رایج در آن زمان برای اشاره به مناطق دورافتاده و بکر در استرالیا به کار می‌رفت.
اگرچه عنوان یکی از تصویرسازی‌های«اف. دی. بدفورد» نیز آن را «سرزمین هرگز هرگز» می‌نامد، اما رمان‌نویسی بری در سال ۱۹۱۱ با عنوان پیتر و وندی صرفاً از آن با نام «سرزمین هیچ‌کجا» یاد می‌کند و به نسخه‌های گوناگون آن با عنوان «سرزمین‌های هیچ‌کجا» اشاره دارد.
سرزمین «هیچ‌کجا» در آثار متعاقب آن که یا از آثار «بری» اقتباس کرده‌اند یا آن‌ها را گسترش داده‌اند، به‌طور برجسته‌ای مطرح شده‌اند. این سرزمین‌های هیچ‌کجا گاهی از نظر ماهیت با نسخه‌ی اصلی تفاوت دارند.

## خصوصیات

### موقعیت
رمان می‌گوید که سرزمین‌های هیچ‌کجا آن‌قدر فشرده و جمع‌وجور هستند که ماجراجویی‌ها هیچ‌گاه فاصلهٔ زیادی از هم نداشته، و نقشهٔ سرزمین هیچ‌کجا شبیه نقشه ذهن یک کودک خواهد بود، نقشه‌ای بدون هیچ مرزی. بر همین اساس، بری توضیح می‌دهد که سرزمین‌های هیچ‌کجا در ذهن کودکان یافت می‌شوند؛ اگرچه هرکدام «کم و بیش همیشه یک جزیره هستند» و شباهتی خانوادگی با هم دارند، اما از یک کودک تا کودک دیگر یکسان نیستند. برای مثال، سرزمین هیچ‌کجای جان دارلینگ «یک تالاب با فلامینگوهایی که بر فراز آن پرواز می‌کردند» بود، در حالی که سرزمین هیچ‌کجای برادر کوچکش مایکل «یک فلامینگو که تالاب‌ها بر فراز آن پرواز می‌کردند.» بوده است.